# Romain Legros
Pour les articles homonymes, voir Legros.
Romain Legros, né le 30 octobre 1987 à Grasse, est un trampoliniste français.
Il est médaillé d'argent par équipe aux Championnats d'Europe de trampoline 2008 et champion de France de trampoline synchronisé en 2015.